# Luka (Kolomyja)
Luka (ukrainisch Лука; russisch Лука, polnisch Łuka) ist ein Dorf in der ukrainischen Oblast Iwano-Frankiwsk mit etwa 800 Einwohnern (2004).

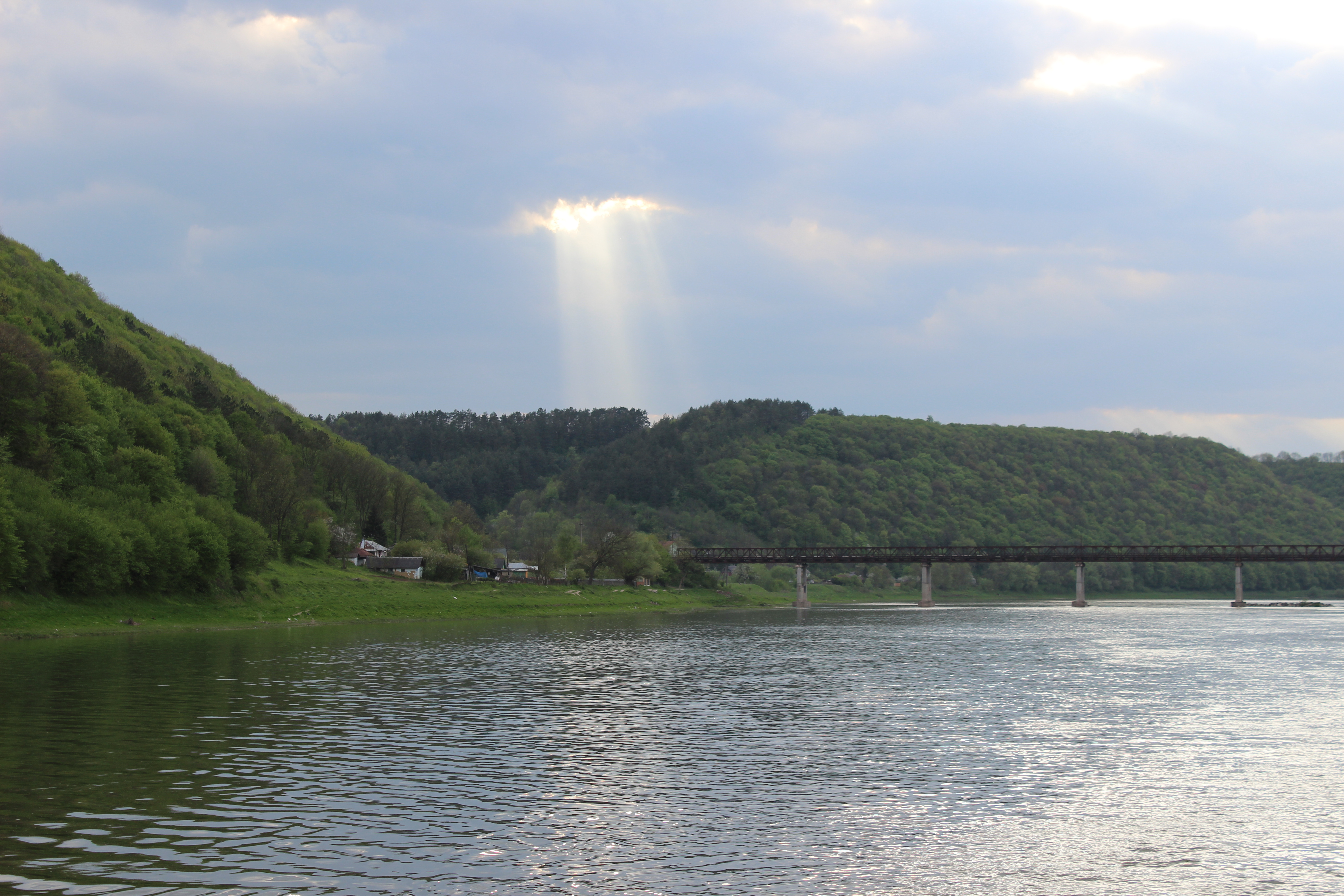
Brücke über den Dnister bei Luka

Luka liegt in einer Flussschleife des Dnister auf dessen linken Ufer und an der Regionalstraße P–20. Das ehemalige Rajonzentrum Horodenka liegt 25 km südöstlich und das Oblastzentrum Iwano-Frankiwsk liegt etwa 50 km nordwestlich des Dorfes.

## Geschichte
Die Ortschaft wurde 1465 zum ersten Mal schriftlich erwähnt, lag zunächst in der Woiwodschaft Podolien im Königreich Polen (bis 1569 in der Adelsrepublik Polen-Litauen).
Nach den Teilungen Polens gehörte von 1772 bis 1918 unter seinem polnischen Namen Łuka zum Bezirk Obertyn und später zum Bezirk Horodenka  des österreichischen Kronlandes Königreich Galizien und Lodomerien. Nach dem Ende des Ersten Weltkrieges kam die Ortschaft zunächst an die Westukrainische Volksrepublik und nach dem Polnisch-Ukrainischen Krieg zu Polen, wo sie ab 1921 in der Woiwodschaft Stanisławów, Powiat Horodenka, Gmina Nieźwiska lag. Im September 1939 wurde das Dorf zunächst von der Sowjetunion und von Sommer 1941 bis Sommer 1944 von der Wehrmacht besetzt und in den Distrikt Galizien eingegliedert.
Nach der Rückeroberung Luka's durch die Rote Armee zum Ende des Zweiten Weltkrieges wurde es Teil der Ukrainischen SSR innerhalb der Sowjetunion und seit deren Zerfall 1991 ist es Teil der unabhängigen Ukraine.

## Verwaltungsgliederung
Am 12. Juni 2020 wurde das Dorf ein Teil neu gegründeten Stadtgemeinde Horodenka; bis dahin bildete es zusammen mit den Dörfern Monastyrok (Монастирок) und Unisch (Уніж) die Landratsgemeinde Luka (Луківська сільська рада/Lukiwska silska rada) im Nordwesten des Rajons Horodenka.
Am 17. Juli 2020 wurde der Ort Teil des Rajons Kolomyja.